# Dalton (Nebraska)
Dalton je selo u američkoj saveznoj državi Nebraska. Prema popisu stanovništva iz 2010. u njemu je živjelo 315 stanovnika.